# هسو چیا چنگ
هسو چیا چنگ (انگلیسی: Hsu Chia-cheng؛ زادهٔ ۷ ژوئن ۱۹۶۹) بازیکن فوتبال اهل چین است.
وی همچنین در تیم ملی فوتبال زنان تایوان بازی کرده‌است.